# Gleasonia
Gleasonia, rod tropskog drveća iz porodice broćevki, dio potporodice Ixoroideae. Sastoji se od pet vrsta iz Južne Amerike, od kojih su 4 brazilski endemi (država Amazonas), a jedna u Venezueli (Amazonas, Bolivar), Brazilu i Gvajani.
Rod je opisan u Publ. Field Columbian Mus., Bot. Ser. 7: 372. 1931.

## Vrste
1. Gleasonia cururuensis Egler
2. Gleasonia duidana Standl., Venezuela
3. Gleasonia macrocalyx Ducke
4. Gleasonia prancei Boom
5. Gleasonia uaupensis Ducke